# Petite rivière Cachée
Petite rivière Cachée är ett vattendrag i Kanada.   Det ligger i provinsen Québec, i den sydöstra delen av landet, 130 km nordost om huvudstaden Ottawa. Petite rivière Cachée ligger vid sjön Lac Tremblant.
I omgivningarna runt Petite rivière Cachée växer i huvudsak blandskog. Runt Petite rivière Cachée är det glesbefolkat, med 12 invånare per kvadratkilometer.